# Кула Градина
Кула Градина су остаци војног утврђења Градина у селу Радаљеву, 11 километара од Ивањице. Данас се кула сматра културно-историјским спомеником.
Споменик се састоји од куле и остатака бедема војног утврђења. Поред утврђења, налази се црквица посвећена Светом Илији.
До бедема чија је највиша тачка на 635 м вијуга стрми земљани пут. Са једне стране заштићен Моравицом и стенама, са овог објекта се лако могао контолисати комуникацијски правац од Ужица до Сјенице, али и онај који води у долину Ибра.

## Историјат
Процењује се да је кула изграђена у 13. или 14. веку, на основу начина градње бедема уз употребу сантрача и пронађеног керамичког материјала у кули. Углачани уломци посуда и налаз архајске мајолике унутар истраживане куле, указују на то да је кула потојала у другој половини 14. века.
Налази праисторијске грнчарије у подножју утврђења проширују значај локалитета на неколико епоха.
Како је у то време средиште жупе, по правилу, био неки утврђени град, на основу археолошког материјала претпоставља се да се ту налазио град Моравица у средишту истоимене жупе. Претпоставља се да се на ширем подручју у сливу Моравице крије огромно археолошко благо. Научници који су радили на пројекту „Српске земље у средњем веку“ из Историјског института у Београду током 2006. и 2008. године, сматрају да ивањички крај крије јако велики археолошки потенцијал, али је један од најмање истражених.
Спорадична испитивања вршена су и на локалитетима Ерчеге, Лиса, Радаљево, где се претпоставља де је могло бити још једно утврђење. Поједини археолошки артефакти нађени су у насељу Буковица и у селу Кушићи. На овим просторима пронађена је и једна збирка сребрног новца која датира из 2. века нове ере.